# Akshat Chandra
Akshat Chandra (Livingston, 28 maggio 1999) è uno scacchista statunitense.
Nato in una famiglia originaria dell'India, ha ottenuto il titolo di Grande Maestro in marzo 2017.
Dal maggio 2009 ad aprile 2013 ha vissuto con la famiglia in India, dove ha imparato a giocare a scacchi. 

## Carriera
Nel 2015 ha vinto il campionato statunitense under-12; nello stesso anno anche il campionato giovanile statunitense (under-21).
Nel 2016 ha partecipato al campionato statunitense assoluto, vinto da Fabiano Caruana con 8,5 /11; ottenne 1,5 punti, facendo patta con Hikaru Nakamura, Jeffery Xiong e Alexander Shabalov.
Nel 2018 ha vinto il torneo open della University of Texas at Dallas. In ottobre 2019 ha vinto a St. Louis la 13ª edizione del torneo SPICE Cup Open con 6,5/ 9, davanti a Ilya Nyzhnyk e altri 40 partecipanti.
In gennaio 2020 ha partecipato all'open di Charlotte (vinto dal MI Brandon Jacobson), classificandosi 2º-4º con i GM Cemil Can Ali Marandi e Andrew Tang.
In agosto 2021 si è classificato =1° con Anton Demchenko (2° per il Bucholz) nel 30º Torneo internazionale di Kavala in Grecia.
Dall'età di 14 anni scrive articoli di scacchi per Chessbase News e per il sito web della United States Chess Federation.
Ha ottenuto il massimo rating FIDE in maggio 2020, con 2536 punti Elo.